# Kenneth Vandendriessche
Kenneth Vandendriessche (* 6. August 1991 in Ruddervoorde) ist ein belgischer Duathlet und Triathlet. Er ist dreifacher ETU-Europameister auf der Duathlon-Langdistanz (2015, 2016, 2022) und Ironman-Sieger (2022, 2024).

## Werdegang
Im April 2013 wurde Kenneth Vandendriessche U23-Europameister auf der Duathlon-Langdistanz.

### Europameister Duathlon-Langdistanz 2015
2015 wurde er Europameister auf der Duathlon-Langdistanz und konnte diesen Titel 2016 erfolgreich verteidigen.
Im August 2016 wurde der damals 25-Jährige an der Eupener Talsperre belgischer Triathlonmeister über die halbe Ironman-Distanz (1,9 km Schwimmen, 87 km Radfahren und 21 km Laufen).
Kenneth Vandendriessche startet seit 2017 bei Luc Van Lierde im ITZU Tri Team.
Im April 2022 wurde der 30-Jährige zum dritten Mal Duathlon-Europameister. Vandendriessche konnte im Mai 2022 bei seinem ersten Start auf der Triathlon-Langdistanz (3,86 km Schwimmen, 180,2 km Radfahren und 42,195 km Laufen) den Ironman Lanzarote für sich entscheiden.
Er lebt in seinem Geburtsort Ruddervoorde bei Brügge.

## Sportliche Erfolge
| Datum/Jahr    | Rang | Wettbewerb                                           | Austragungsort | Zeit     | Bemerkung                                                                            |
| ------------- | ---- | ---------------------------------------------------- | -------------- | -------- | ------------------------------------------------------------------------------------ |
| 18. Sep. 2023 | 12   | Ironman 70.3 Knokke-Heist                            | Knokke-Heist   | 03:46:53 | Erstaustragung                                                                       |
| 5. Okt. 2019  | 3    | Ironman 70.3 Lanzarote                               | Lanzarote      | 03:41:10 | Austragung ohne das Schwimmen                                                        |
| 27. Apr. 2019 | 4    | Ironman 70.3 Marbella                                | Marbella       | 04:05:21 |                                                                                      |
| 29. Apr. 2018 | 8    | Ironman 70.3 Marbella                                | Marbella       | 04:06:09 | [ 3 ]                                                                                |
| 28. Jan. 2018 | 2    | Ironman 70.3 South Africa                            | East London    | 04:11:13 |                                                                                      |
| 2. Sep. 2017  | 3    | Ironman 70.3 Lanzarote                               | Lanzarote      |          | [ 4 ]                                                                                |
| 18. Juni 2017 | 1    | Ironman 70.3 Luxemburg                               | Remich         | 03:50:29 |                                                                                      |
| 4. Sep. 2016  | 10   | ETU Middle Distance Triathlon European Championships | Walchsee       | 03:58:37 | Europameisterschaft auf der Halbdistanz im Rahmen der Challenge Walchsee-Kaiserwinkl |
| 24. Sep. 2016 | 2    | Ironman 70.3 Lanzarote                               | Lanzarote      | 04:12:47 | [ 5 ]                                                                                |
| 7. Aug. 2016  | 1    | BEL Triathlon National Championships Middle Distance | Eupen          | 03:52:50 | Nationaler Meister – neben Alexandra Tondeur bei den Frauen                          |

| Datum/Jahr    | Rang | Wettbewerb                                      | Austragungsort    | Zeit     | Bemerkung                                       |
| ------------- | ---- | ----------------------------------------------- | ----------------- | -------- | ----------------------------------------------- |
| 26. Okt. 2024 | DNS  | Ironman Hawaii                                  | Hawaii            | –        | kein Start nach bakterieller Lungeninfektion    |
| 18. Mai 2024  | 1    | Ironman Lanzarote                               | Puerto del Carmen | 08:29:54 |                                                 |
| 7. Mai 2023   | 8    | ITU Long Distance Triathlon World Championships | Ibiza             | 05:23:12 | Weltmeisterschaft auf der Triathlon-Langdistanz |
| 21. Mai 2022  | 1    | Ironman Lanzarote                               | Puerto del Carmen | 08:39:56 |                                                 |

| Datum/Jahr    | Rang | Wettbewerb                                           | Austragungsort    | Zeit     | Bemerkung |
| ------------- | ---- | ---------------------------------------------------- | ----------------- | -------- | --- |
| 10. Apr. 2022 | 1    | ETU Middle Distance Duathlon European Championships  | Alsdorf           | 02:24:57 | Europameister Duathlon Mitteldistanz                                                                                   |
| 13. Jan. 2018 | 1    | Lanzarote Duathlon                                   | Puerto del Carmen | 00:54:49 | Titelverteidigung und neuer Streckenrekord beim „Club La Santa Duathlon“ (5 km Laufen, 20 km Radfahren und 2,5 Laufen) |
| 16. Jan. 2017 | 1    | Lanzarote Duathlon                                   | Puerto del Carmen | 00:55:03 | 5 km Laufen, 20 km Radfahren und 2,5 km Laufen                                                                         |
| 8. Mai 2016   | 1    | ETU Long Distance Duathlon European Championships    | Kopenhagen        | 02:29:17 | Europameister Duathlon-Langdistanz                                                                                     |
| 28. Feb. 2016 | 2    | Powerman Spain                                       | Can Picafort      |          | |
| 12. Apr. 2015 | 1    | ETU Long Distance Duathlon European Championships    | Horst aan de Maas | 02:26:13 | Europameister Duathlon-Langdistanz (15 km erster Lauf, 60 km Radfahren und 7,5 km zweiter Lauf)                        |
| 13. Apr. 2014 | 2    | ETU Long Distance Duathlon European Championships    | Horst aan de Maas | 02:44:54 | Vize-Europameister Duathlon-Langdistanz – hinter Rob Woestenborghs                                                     |
| 20. Apr. 2013 | 1    | ETU Long Distance Duathlon European Championship U23 | Horst aan de Maas | 02:47:42 | U23-Europameister Duathlon-Langdistanz                                                                                 |
| 22. Sep. 2012 | 4    | ITU Duathlon World Championship U23                  | Nancy             | 01:43:03 | ITU Duathlon-Weltmeisterschaft                                                                                         |
| 29. Apr. 2012 | 2    | ETU Duathlon European Championship U23               | Horst aan de Maas | 00:56:54 | Duathlon-Vize-Europameister U23 beim Powerman Holland                                                                  |